# Hardtstollen

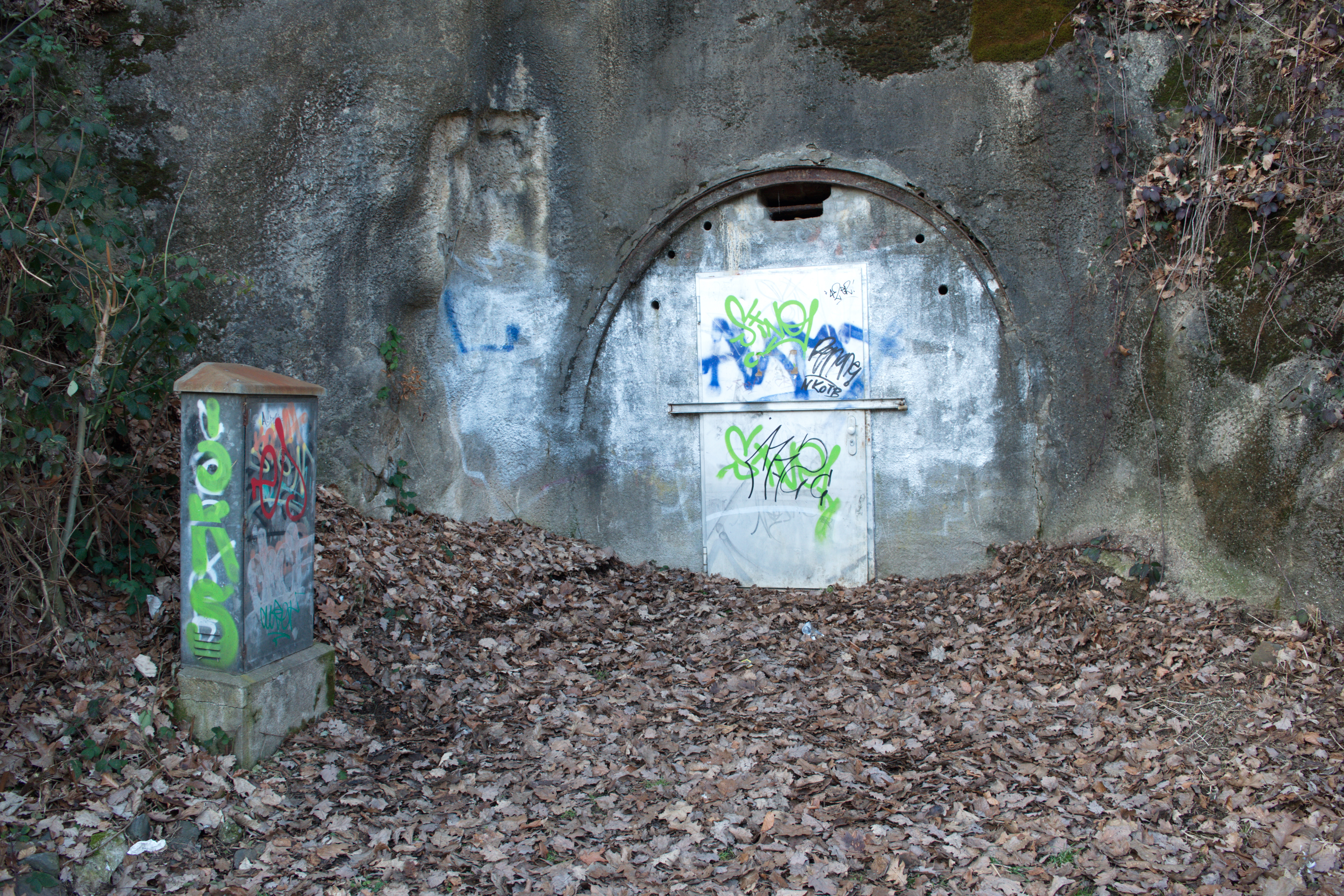
Eingang zum Hardtstollen (2017)

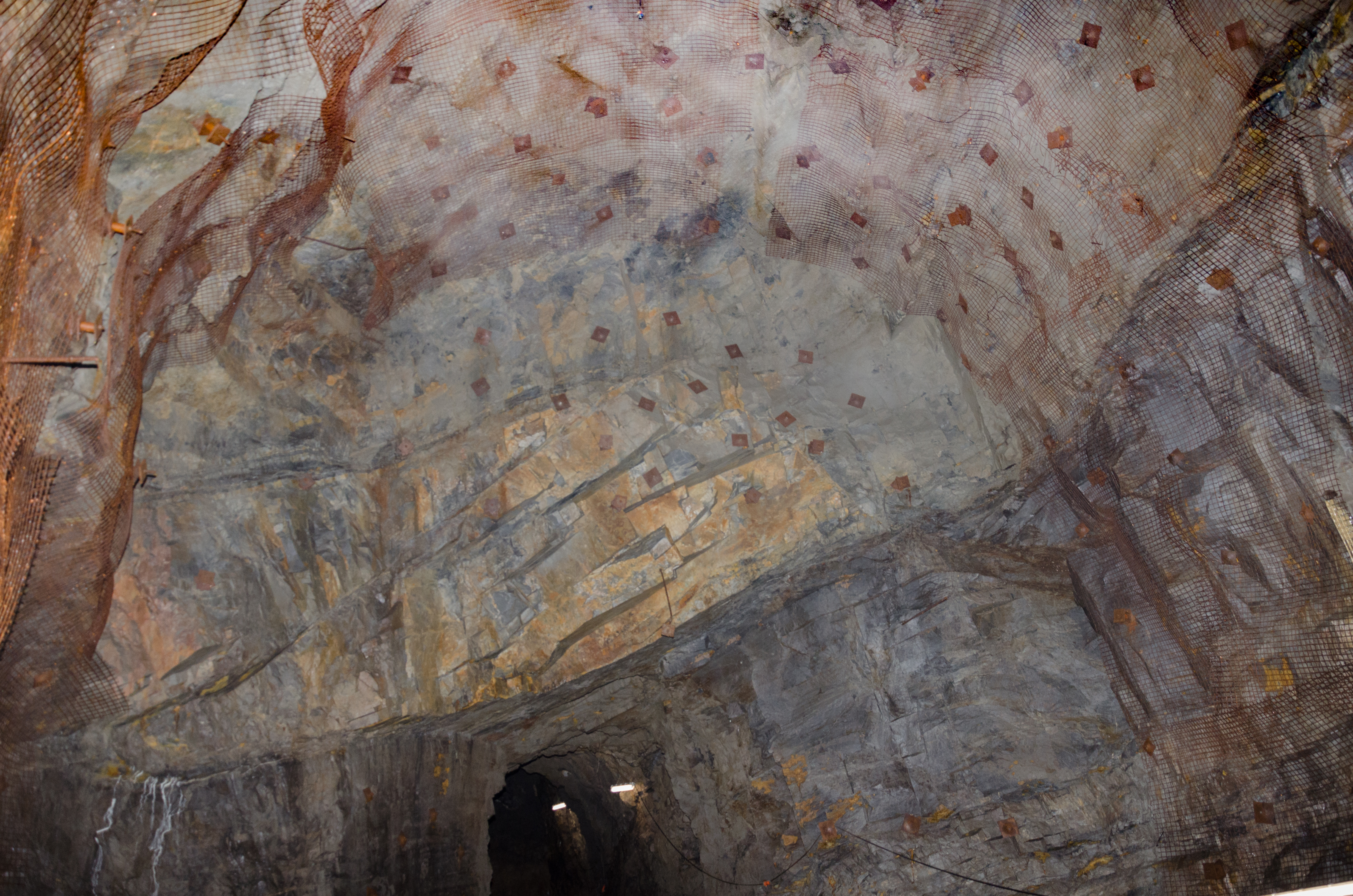
Hardtkaverne (2016)

Der Hardtstollen mit der Hardtkaverne liegt im Wuppertaler Stadtgebiet, im Hardtberg. Ursprünglich war in den 1960er Jahren das Ziel, hier ein Kavernenkraftwerk zum Abfangen einer Spitzenlast in der örtlichen Stromversorgung zu bauen und zu installieren. Das Bauvorhaben wurde vor der Vollendung gestoppt und blieb bis ins 21. Jahrhundert unvollendet.
Im Stollen liegt der Zugang zu der Tiefen Hardthöhle. Die Höhle und auch der Stollen stehen unter speläologischem Interesse.

## Beschreibung
Der Eingang des Hardtstollens befindet sich an der Straße „Hardtufer“ im Stadtteil Barmen an der Grenze zum Stadtteil Elberfeld. Der Zugang am südlichen Fuß des Hardtberges und in der Nähe des Ufers der Wupper ist gegen unbefugtes Betreten verschlossen. Der Vortrieb des Stollens im Gebirge wurde bis unterhalb des Bismarckturms auf rund 250 Meter tief in den Berg hinein getrieben. Die Gesteinsüberdeckung beträgt bei dem Scheitel des Hardtberges am Bismarckturm rund 60 bis 80 m.
Am Ende des Stollens befindet sich die Große Kaverne oder die Hardtkaverne. In dieser sollten ursprünglich Flugzeugturbinen zur Stromerzeugung aufgestellt werden. Die Abgasanlage davon sollte hinauf zum Bismarckturm geführt werden. Dabei sollte der Bismarckturm selbst als Schornstein dienen. Die Kaverne hat eine lichte Höhe von rund 20 Meter. Teilweise wurden die Stollenwände mit Stahlträgern und Wellblechen als Ausbau versehen, um die Wände des Stollens zu stützen.
Bei rund 200 Meter Stollenlänge ist die Tiefe Hardthöhle angeschnitten, der Zugang dazu lag bis zur Untersuchung 2015 hinter der Stollenverkleidung. Eine Bewetterung dieser Höhle lässt vermuten, dass eine Verbindung zu dem Höhlensystem der Hardthöhlen bestehen könnte.

## Geschichte
Zum Bau einer atombombensicheren Energieversorgung in Form eines Kavernenkraftwerkes wurde in den 1960er Jahren, in den Zeiten des „Kalten Krieges“, ein Stollen am Hardtufer in den Berg getrieben. Beim Vortrieb wurde nicht nur der für die Honseler Schichten typische Schiefer, sondern auch Kalkstein durchfahren. Das Innere des Berges lieferte jedoch nicht genügend Wasser, um solch ein Kraftwerk zu betreiben. Also brach man das Projekt ab, und der angefahrene Stollen wurde fest verschlossen. Das Spitzenlastkraftwerk sollte in der größten Ausbaustufe eine maximale Gesamtleistung  von 75 MW erreichen und von der Wuppertaler Stadtwerke AG betrieben werden. Die Kosten sollten 46 Millionen DM betragen und die Anlage, Stand Mitte 1968, zum Beginn des Winterhalbjahres 1970/71 betriebsbereit sein. Damals argumentierte man mit der Platznot im Tal als Begründung für ein Kavernenkraftwerk. Im August 1968 erschien ein Informationsblatt „Das Kraftwerk im Hardtberg“.
Bei einer Untersuchung auf einen möglichen Fledermausbesatz wurde die Stahltür am Zugang im Winter 2006/2007 noch verschweißt vorgefunden.
Schon länger war bekannt, dass eine Kleinhöhle – die Tiefe Hardthöhle – beim Tunnelvortrieb angeschnitten wurde. Der Arbeitskreis Kluterthöhle e. V. (AKKH) bemühte sich seit 1994 um den Zugang zu der Anlage, um den Stollen und die Kleinhöhle untersuchen zu dürfen. Eine vertragliche Vereinbarung wurde zwischen der Stadt, den Stadtwerken und dem AKKH geschlossen. Seit 2015 wird diese Anlage vom AKKH offiziell betreut. Kurz nach dem Vertragsabschluss wurde die Tiefe Hardthöhle vermessen und erforscht. Dabei wurde die bisher bekannte Länge von 5 auf über 100 Meter verlängert, damit handelt es sich um eine Mittelhöhle.
Bei dem Tag des Geotops 2015 durften knapp 200 interessierte Gäste an einer Sonderführung des AKKH im Hardtstollen teilnehmen. Diese Aktion wurde 2016 wiederholt.